# Личко Петрово Село
Личко Петрово Село је насељено мјесто у источној Лици, у општини Плитвичка Језера, Личко-сењска жупанија, Република Хрватска.

## Географија
На западу се граничи са насељем Заклопача, источно је гранични прелаз према Босни и Херцеговини, сјеверно се налази Решетар, а јужно Ново Село Кореничко. Личко Петрово Село је од Коренице удаљено 20 км.

## Историја
Личко Петрово Село се од распада Југославије до августа 1995. године налазило у Републици Српској Крајини. До територијалне реорганизације у Хрватској насеље се налазило у саставу бивше велике општине Кореница.

## Култура
У Личком Петровом Селу је сједиште истоимене парохије Српске православне цркве. Парохија Личко Петрово Село припада Архијерејском намјесништву личком у саставу Епархије Горњокарловачке. У Личком Петровом Селу се налази храм Српске православне цркве Св. апостола Петра и Павла саграђен 1892. године, спаљен у Другом свјетском рату, обновљен 1973. године. Парохију сачињавају: Петрово Село, Жељава, Ново Село, Арапов До, Решетар. Парох у Личком Петровом Селу је до 1941. био Никола Загорац.

## Становништво
Према попису из 1991. године, насеље Личко Петрово Село је имало 284 становника, међу којима је било 255 Срба, 3 Хрвата и 16 Југословена. Према попису становништва из 2001. године, Личко Петрово Село је имало 101 становника. Према попису становништва из 2011. године, насеље Личко Петрово Село је имало 110 становника.
| Националност       | 1991. | 1981. | 1971. | 1961. |
| Срби               | 255   | 298   | 331   | 308   |
| Хрвати             | 3     | 13    | 8     | 46    |
| Југословени        | 16    | 10    | 3     | 2     |
| Муслимани          | 7     | 2     | 2     |       |
| Словенци           |       | 2     |       | 3     |
| Македонци          |       |       |       | 3     |
| Црногорци          |       |       | 2     |       |
| остали и непознато | 3     |       |       |       |
| Укупно             | 284   | 325   | 346   | 362   |

| Демографија | Демографија | Демографија |
| Година      | Становника  | Становника  |
| ----------- | ----------- | ----------- |
| 1961.       | 362         |             |
| 1971.       | 346         |             |
| 1981.       | 325         |             |
| 1991.       | 284         |             |
| 2001.       | 101         |             |
| 2011.       |             | 110         |

## Попис 1991.
На попису становништва 1991. године, насељено место Личко Петрово Село је имало 284 становника, следећег националног састава:
| Попис 1991.‍  | Попис 1991.‍  | Попис 1991.‍ | Попис 1991.‍ | Попис 1991.‍ |
| ------------ | ------------ | ----------- | ----------- | ----------- |
|              |              |             |             |             |
| Срби         | Срби         |             | 255         | 89,78%      |
| Југословени  | Југословени  |             | 16          | 5,63%       |
| Муслимани    | Муслимани    |             | 7           | 2,46%       |
| Хрвати       | Хрвати       |             | 3           | 1,05%       |
| остали       | остали       |             | 1           | 0,35%       |
| неопредељени | неопредељени |             | 1           | 0,35%       |
| непознато    | непознато    |             | 1           | 0,35%       |
| укупно: 284  |              |             |             |             |